# 達拉姆縣 (德克薩斯州)
達拉姆縣（英語：Dallam County）是位於美国德克萨斯州西北角的一個縣，西鄰新墨西哥州，北鄰奧克拉荷馬州，面積3,899平方公里。根据2020年美國人口普查，共有人口7,115人。縣治達爾哈特（Dalhart）。
該縣成立於1876年8月21日，縣政府成立於1891年9月8日；縣名紀念《德克薩斯法律彙編：德克薩斯州最高法院1840-41年司法見解》的編纂者詹姆斯·威爾默·達拉姆。